# Liste der Mitglieder der National Academy of Sciences/1896
Im Jahr 1896 wählte die National Academy of Sciences der Vereinigten Staaten 2 Personen zu ihren Mitgliedern.

## Neugewählte Mitglieder
- Charles Walcott (1850–1927)
- Robert Woodward (1849–1924)